# جون براون (عالم عقيدة)
جون براون (بالإنجليزية: John Brown)‏ (و. 1784 – 1858 م) هو عالم عقيدة، ومؤلف من المملكة المتحدة لبريطانيا العظمى وأيرلندا، ومملكة بريطانيا العظمى، توفي عن عمر يناهز 74 عاماً.